# Loxogramme avenia
Loxogramme avenia är en stensöteväxtart som först beskrevs av Bl., och fick sitt nu gällande namn av Presl. Loxogramme avenia ingår i släktet Loxogramme och familjen Polypodiaceae. Inga underarter finns listade.